# Roll Stability Control
Roll Stability Control (RSC) – system zapobiegający przewróceniu się pojazdu np. podczas szybkiego wchodzenia w zakręt.
System ten był po raz pierwszy zastosowany w samochodzie Volvo XC90. System w razie dużego przechyłu uruchamia odpowiednie systemy (układ hamulcowy, System kontroli trakcji) w celu zapobiegnięcia dachowaniu pojazdu. 